# Словаччина та євро
Запровадження євро в Словаччині випливає з Атенського договору 2003 року, який дозволив Словаччині приєднатися до Європейського Союзу 1 травня 2004 року. Грошовою одиницею Словаччини до введення євро була словацька крона. Згідно з Атенським договором, нові члени Європейського Союзу «мають приєднатися до економічного та валютного союзу», що Словаччина  й зробила 1 січня 2009 року.

## Вступ до єврозони
Від 26 листопада 2005 року Словаччина є членом економічного та валютного союзу Європейського Союзу (ЄВС). Країна провела масштабні економічні та фінансові реформи, її економічний та політичний розвиток дозволяє їй претендувати на приєднання до зони євро. Її державний дефіцит понад стандарти, встановлені критеріями конвергенції та про які повідомляється в рішенні Ради Європейського Союзу від 5 липня 2004 р., зменшується, а рішення скасовується рішенням Ради від 3 червня 2008 р.
7 травня 2008 року Європейська Комісія, після поглибленої оцінки економічної та фінансової ситуації Словаччини, схвалила вступ країни до єврозони. Європейський парламент проголосував за цю ініціативу 17 червня 2008 року. Міністри фінансів Єврогрупи домовилися про обмінний курс, встановлений на рівні 30,126 крон за євро.

## Статус
Маастрихтська угода спочатку передбачала, що всі члени Європейського Союзу повинні будуть приєднатися до єврозони після досягнення критеріїв конвергенції. Європейська комісія у своєму звіті про конвергенцію, складеному 18 квітня 2008 року, зробила висновок, що Словаччина виконує умови для приєднання до єврозони, і рекомендує вступ країни до єврозони з 1 січня 2009 року.
Європейська комісія зазначає, що Словаччина досягла високого ступеня стійкої конвергенції щодо критеріїв конвергенції. Країна виконує умови, необхідні для прийняття єдиної валюти.